# لانشباد
لانشباد (بالإنجليزية: Launchpad)‏ هو تطبيق ويب وموقع يسمح للمستخدمين بتطوير البرامج وخاصة البرامج الحرة. لانشباد من تطوير شركة كانونيكال المحدودة.
في 21 يوليو 2009 تم إصدار الكود المصدري للعامة تحت رخصة أفيرو العمومية .
يستضيف موقع لانشباد أكثر من 23500 مشروع. ونطاق launchpad.net استقبل مليون زيارة في أغسطس 2009 حسب استطلاع Compete.com.

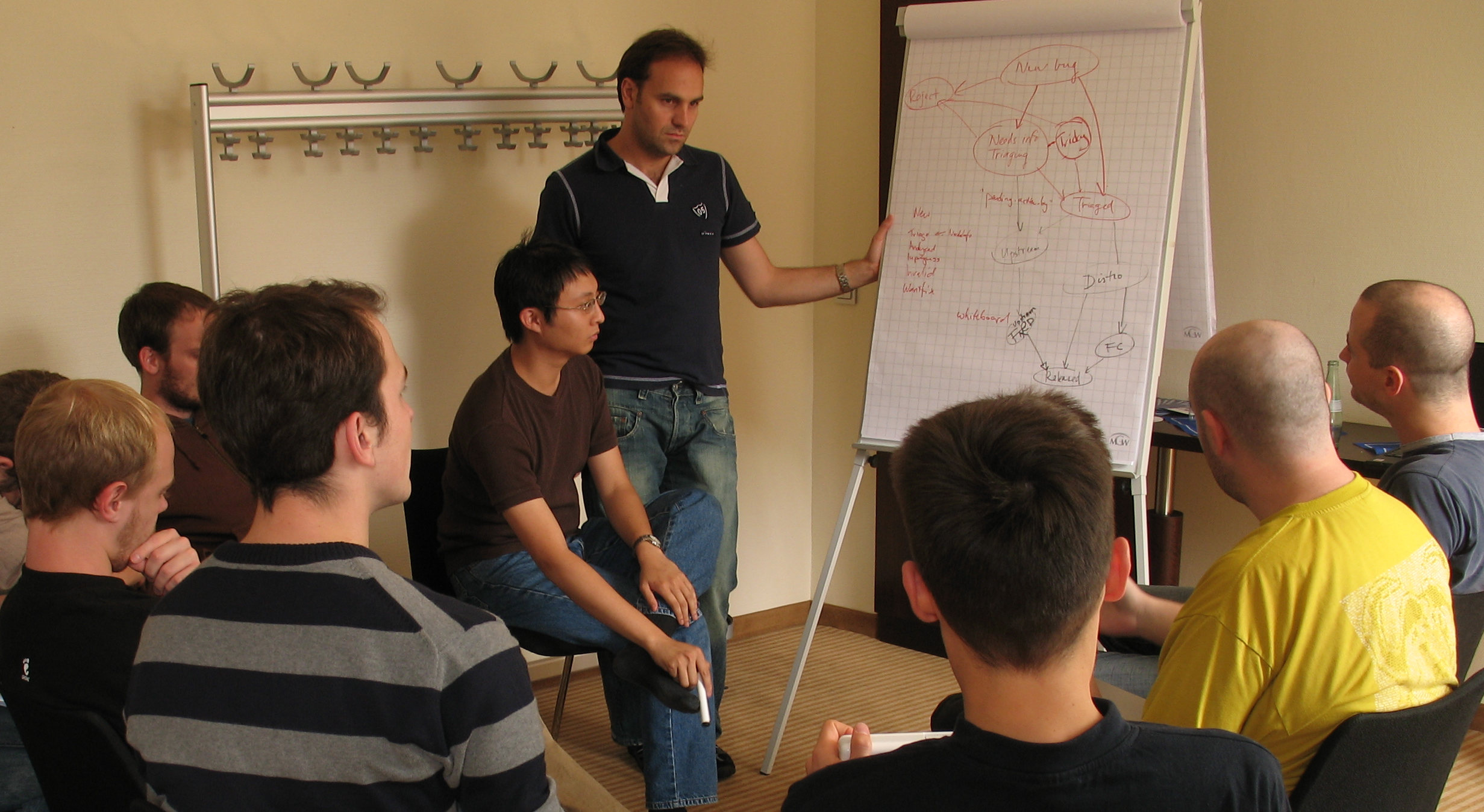
مارك شاتلوورث مع موظفين أخرين من شركة كانونيكال المحدودة يناقشون تصميم لانشباد في ألمانيا.

## المكونات
- الإجابات:دعم مجتمعي وقاعدة معرفية
- Blueprints: نظام تتبع المواصفات والميزات الجديدة.
- العلل: متتبع العلل الذي يسمح بتتبع العلل في عدة محتويات.
- الكود: استضافة الكود المصدري باستخدام نظام التحكم بالإصدار جنو بازار
- إنشاء حزم دبيانية ديب: تسهيل وإعانة على صنع الحزم الدبيانية ديب Create packaging recipe وذلك عبر الكود المصدري المستضاف
- الترجمات: موقع لترجمة التطبيقا ت المستضافة إلى عدة لغات.

## الفريق
teams أو الفريق، في أغلب الأحيان التطبيق يصان عبر فريق في لانشباد، الفريق يدار من أشخاص منتقون حين إنشائه، يوجد ثلاثة أنواع من الفرق في لانشباد
| نوع الفريق   | المالك                                                                   |
| ------------ | ------------------------------------------------------------------------ |
| مفتوح        | كل الأعضاء يمكنهم الإنضمام.                                              |
| مقيد         | الأعضاء يطلبون الإنضمام، أعضاء الفريق لهم صلاحية القبول أو رفض الطلب     |
| خاضع للإشراف | الأعضاء يطلبون الإنضمام، مدراء الفريق فقط لهم صلاحية القبول أو رفض الطلب |

## المستخدمون
لانشباد يستحمل حاليا خصيصافي لإطار تطوير أوبونتو ومشاريع أخرى ل بازار وJuju وهو مستعمل أيضا من أجل مشاريع أخرى من مصادر مختلفة، التي طورت من أجل روئ أخرى تختلف حسب مطوريها أهمها ماي إس كيو إل، زوب 3, إنكسكيب، Gnome Do، دريزل, ou Upstart.

## روابط خارجية
- لانشباد على موقع Open Hub (الإنجليزية)
- الموقع الرسمي